# Jenny Fransson
Pour les articles homonymes, voir Fransson.
Anna Jenny Fransson est une lutteuse suédoise née le 18 juillet 1987 à Karlstad.
Elle a notamment remporté une médaille de bronze en moins de 69 kg aux Jeux olympiques d'été de 2016 à Rio de Janeiro.

## Palmarès

### Jeux olympiques
- Médaille de bronze en catégorie des moins de 69 kg aux Jeux olympiques d'été de 2016
- 9e en catégorie des moins de 72 kg aux Jeux olympiques d'été de 2012
- 9e en catégorie des moins de 72 kg aux Jeux olympiques d'été de 2008

### Championnats du monde
- Médaille de bronze en catégorie des moins de 72 kg en 2012

### Championnats d'Europe
- Médaille d'or en catégorie des moins de 72 kg en 2018
- Médaille de bronze en catégorie des moins de 72 kg en 2008